# Shakur Stevenson
Shakur Stevenson est un boxeur américain né le 28 juin 1997 à Newark, New Jersey. Vice-champion olympique au tournoi de Rio de 2016, il devient à 22 ans champion du monde de boxe professionnelle le 26 octobre 2019 en s'emparant de la ceinture WBO des poids plumes.

## Biographie

### Jeunesse
Shakur Stevenson naît le 28 juin 1997 à Newark dans le New Jersey. Sa naissance intervient quelques mois après que Newark ait été désigné la ville la plus dangereuse des États-Unis par le magazine Money et le décès du rappeur Tupac Shakur dans une fusillade,. Premier enfant de Malikah Stevenson, sa mère choisit de le prénommer en honneur de l'artiste décédé dont la chanson Keep Ya Head Up est son hymne.
Il a 5 ans lorsque son grand-père, Wali Moses, membre du temple de la renommé de boxe du New Jersey, l'emmène dans une salle de boxe de Newark pour la première fois,. Appréciant l'environnement de la salle, le jeune Shakur s'entraîne chaque après-midi dans un endroit qui l'éloigne de la rue. Il se prépare pour son premier combat qui intervient dès qu'il a l'âge minimum autorisé de 8 ans. Entraîné par Kay Koroma, futur entraîneur de l'équipe olympique, il est rapidement capable de combattre sur douze reprises. Aîné d'une fratrie de neuf enfants, il part brièvement habiter à Hampton en Virginie à l'âge de 16 ans à la suite de la fusillade mortelle de son cousin. 

### Carrière en amateur

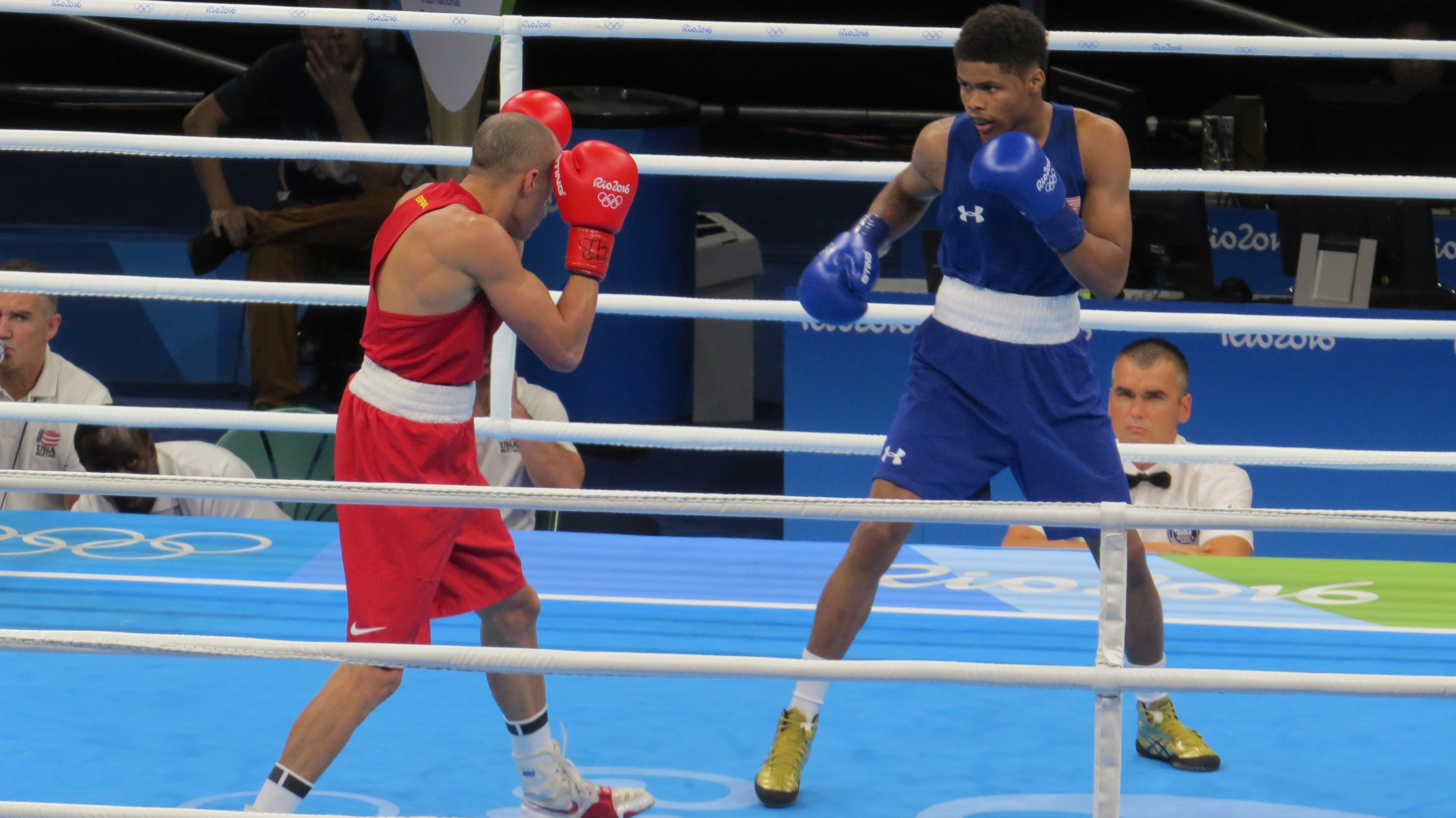
Shakur Stevenson (en bleu) boxant lors des Jeux olympiques de Rio.

Victorieux de ses 23 premiers combats en compétition internationale, Stevenson remporte tour à tour les championnats du monde junior en 2013 puis les championnats du monde des jeunes AIBA et les Jeux olympiques de la jeunesse en 2014 dans la catégorie poids mouches (-52 kg). Son jab, son timing et ses qualités tactiques en font le meilleur boxeur amateur américain de sa génération. Le boxeur a étudié intensivement d'anciens champions comme Sugar Ray Leonard, Floyd Mayweather Jr. et Andre Ward.
Deux ans plus tard, il se qualifie pour jeux olympiques de Rio de Janeiro en gagnant le tournoi qualificatif de la zone Amérique. Engagé en poids coqs (-56 kg) au tournoi olympique des Jeux de Rio de Janeiro de 2016, Shakur Stevenson est exempté de premier tour puis se défait du Brésilien Robenílson de Jesus en huitième de finale puis du Mongole Erdenebatyn Tsendbaatar en quart de finale. Cette performance lui vaut les louanges de Floyd Mayweather Jr. qui le désigne comme « le prochain Mayweather ». Le forfait du Russe Vladimir Nikitin en demi-finale le qualifie directement pour la finale et lui offre une médaille olympique. En finale, Shakur Stevenson s'incline face au Cubain Robeisy Ramírez,,,. Le prodige de l'équipe de Floyd Mayweather subit le rythme élevé du Cubain dans la première reprise. Après avoir gagné le deuxième round grâce à un style plus offensif, il est agressé par Ramírez et ses offensives de son adversaire dans la dernière minute lui font s'échapper le titre olympique par décision partagée,,. À son retour à Newark, la ville organise une parade en son honneur et lui remet les clefs de la ville. Il met également sa ville natale à l'honneur dans la campagne publicitaire pour Powerade « Just a Kid ».

### Carrière professionnelle
Meilleur boxeur amateur américain depuis Andre Ward en 2004, le jeune sportif de 19 ans est courtisé par tous les grands promoteurs en vue de son passage chez les professionnels,,. En février 2017, il signe avec Top Rank (en) qui loue son charisme et son intelligence en plus de ses talents sur les rings. Stevenson signe avec le promoteur pour sa réputation alors que d'autres lui offrent plus d'argent, notamment Roc Nation Sports. Pour ses débuts professionnels, le médaillé olympique contrôle le combat face à Edgar Brito avant qu'il soit arrêté au début de la dernière reprise par le médecin qui estime qu'une coupure de Brito ne lui permet plus de continuer,. Avant l'arrêt médical, Stevenson remporte toutes les reprises sur toutes les cartes des juges.
Son deuxième combat professionnel se tient un mois plus tard, le 20 mai, au Madison Square Garden sur la carte de la défense de titre de Terence Crawford. Opposé à l'Argentin Carlos Suarez, Stevenson met à terre son adversaire d'un crochet du poing gauche dès la première reprise,. À domicile, le boxeur reçoit de larges ovations des 8 026 spectateurs présents dans la salle et a apposé l'inscription « NEWARK » sur son short. Après une nouvelle victoire aux points face à l'Argentin David Michel Paz en août, il domine totalement le Mexicain Oscar Mendoza jusqu'à obtenir la victoire par KO dans le deuxième round. Dans cette soirée, il passe du temps auprès du champion Vasyl Lomachenko qui affronte Guillermo Rigondeaux dans le combat principal.
Shakur Stevenson commence son année 2018 par un combat grandement déséquilibré contre Juan Tapia. Il se prépare au centre d'entraînement olympique de Colorado Springs où un mur à son hommage est inauguré. S'il est poussé par son adversaire au terme des huit reprises prévues, sa domination ne fait aucun doute et il l'emporte facilement. Deux mois plus tard, Shakur impressionne contre Patrick Riley qu'il frappe vivement à plusieurs reprises du poing gauche avant de mettre fin au combat d'une droite dans la deuxième reprise après un camp d'entraînement centré sur la puissance. Début juin, Stevenson gagne de nouveau dans la deuxième reprise contre Aelio Mesquita par KO dans un combat organisé avant l'opposition entre Terence Crawford et Jeff Horn au MGM Grand. Un mois plus tard, il fête son 21e anniversaire en Floride et prend une photo avec Drake dans une soirée qui finit en bagarre dans un garage de Miami. Blessé à la lèvre dans les affrontements, le boxeur est mis en charge pour son implication dans l'incident.
De retour sur les rings en août, Shakur Stevenson combat dans l'ombre le Mexicain Carlos Ruiz à Atlantic City, ajoutant une victoire par décision à son palmarès. En octobre, le boxeur de Newark combat pour la quatrième fois de l'année dans une soirée organisée par son promoteur Top Rank en collaboration avec ESPN. Il est prévu qu'il combatte Duarn Vue pour un titre régional. Une semaine avant le combat, Vue doit déclarer forfait pour une rétine détachée et est remplacé par le Roumain Viorel Simion qu'il bat au premier round. Le 26 octobre 2019, Shakur s'empare du titre vacant de champion du monde des poids plumes WBO après sa victoire aux points contre Joet Gonzalez, titre qu'il laissera à son tour vacant le 7 juillet 2020.
Le 23 octobre 2021, Stevenson bat Jamel Herring par arrêt de l'arbitre au 10e round et lui ravit la ceinture WBO des poids super-plumes. Le 30 avril 2022, Shakur Stevenson domine nettement aux points le boxeur mexicain Óscar Valdez, jusqu’alors invaincu, conservant son titre de champion du monde WBO et ajoutant à son palmarès celui de champion du monde WBC,. Après la décision, le boxeur américain demande en mariage sa compagne, la rappeuse Young Lyric, avec qui il a une fille depuis décembre.
Le 23 septembre 2022, Shakur Stevenson bat aux points Robson Conceição mais perd ses ceintures de champion du monde WBO et WBC des pouds super-plumes après avoir raté sa pesée avant le combat.
En août 2023, Shakur Stevenson a évoqué publiquement sur les réseaux sociaux son souhait de combattre le boxeur ukrainien Vasyl Lomachenko, générant une grande anticipation dans le monde de la boxe. Il affronte toutefois le 16 novembre 2023 Edwin De Los Santos pour le gain du titre vacant WBC des poids légers et remporte le combat aux points, titre qu'il conserve le 6 juillet 2024 aux dépens d'Artem Harutyunyan puis le 22 février 2025 contre Josh Padley et le 12 juillet suivant contre William Zepeda Segura aux points par décision unanime.

## Palmarès
Jeux olympiques
- Médaille d'or en -52 kg aux Jeux olympiques de la jeunesse en 2014 à Nankin, Chine.
- Médaille d'argent en -56 kg aux Jeux olympiques 2016 à Rio de Janeiro, Brésil.

Championnats du monde
- Médaille d'or en -52 kg aux championnats du monde junior AIBA en 2013 à Kiev, Ukraine.
- Médaille d'or en -52 kg aux championnats du monde de la jeunesse AIBA en 2014 à Sofia, Bulgarie.

## Liste des combats professionnels
| 24 combats      | 24 victoires | 0 défaites |
| Avant la limite | 11           | 0          |
| Sur décision    | 13           | 0          |